# Hussein Haqqani

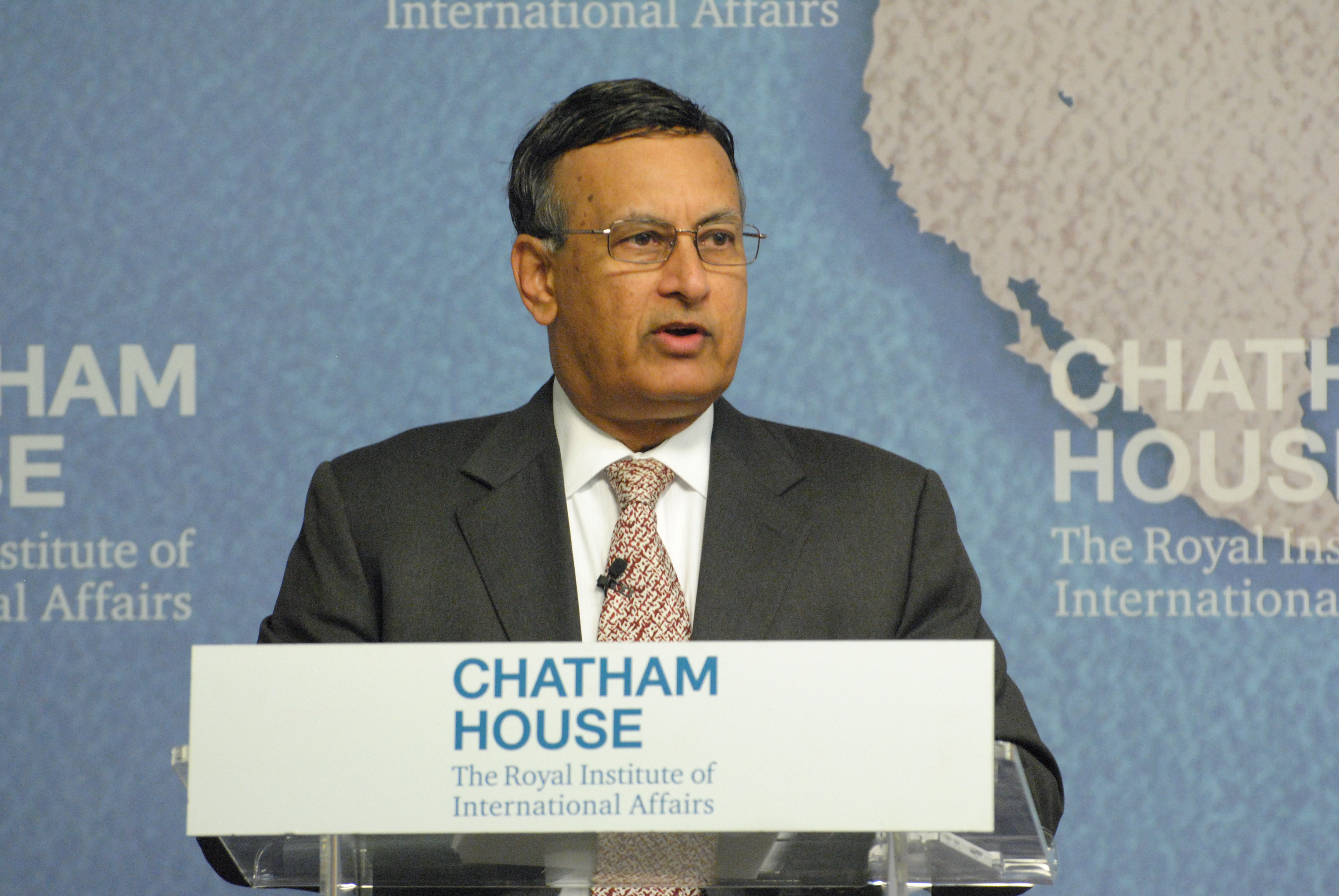
Hussein Haqqani

Hussein Haqqani (* 1. Juli 1956 in Karatschi) ist ein pakistanischer Diplomat, Journalist und Akademiker. Er wurde im April 2008 von Yousaf Raza Gilani zum pakistanischen Botschafter in den USA ernannt. Zuvor fungierte er von 1992 bis 1993 als Botschafter seines Landes in Sri Lanka.